# Sciurus arizonensis
Sciurus arizonensis (Вивірка аризонська) — вид ссавців, гризунів родини Вивіркових (Sciuridae). Вид зустрічається рідко і локально.

## Поширення
Країни поширення: Мексика (Сонора), США (Аризона, Нью-Мексико). Висота проживання: між 1120 і 2700 м над рівнем моря. Верхньою межею поширення, як правило, є рівень, де дубово-соснові ліси переходять у соснові. Нижньою межею поширення є перехід лісу в чапараль і пасовища. Цей вид насамперед займає прибережні листяні і змішані ліси на дні каньйонів та обабіч потоків.

## Підвиди
S. a. arizonensis (Coues, 1867);
S. a. catalinae (Doutt, 1931);
S. a. huachuca (J. A. Allen, 1894)

## Морфологія
Розрізнення. S. arizonensis може бути симпатричних з Sciurus aberti У порівнянні з S. aberti, череп S. arizonensis довший і товщий, рострум ширший і S. arizonensis має один верхній премоляр замість двох. Крім того, S. arizonensis має менші вуха, не має пучків волосся на вухах, в знизу хвоста має центральну смугу червонувато-коричневого і чорного кольору і не має чорної смуги між сірими боками і білим низом.
Опис. Верх S. arizonensis однорідний сиво-сірий з бурим відтінком (взимку з вираженою вохровою або бурою спинною смугою). Верх ступнів сірий. Дорсально, хвіст чорний, притрушений білим. Знизу, хвіст від сиво-жовто-оранжевого до іржаво-коричневого медіально, оточений чорним і потім білим кольором. Низ білий або майже так. У порівнянні з іншими деревними вивірками, S. arizonensis відрізняються більшою сезонністю в кольорі, будучи сірішою в зимовий період. Зубна формула: I 1/1, C 0/0, P 1/1, M 3/3 = 20.

## Загрози та охорона
Руйнування довкілля від лісових пожеж є однією з основних загроз. Є кілька природоохоронних територій в діапазоні поширення цього виду.